# Drosophila neomitra
Drosophila neomitra är en tvåvingeart som beskrevs av Chassagnard och Léonidas Tsacas 1997. Drosophila neomitra ingår i släktet Drosophila och familjen daggflugor.
Artens utbredningsområde är Malawi.